# Seznam islandskih igralcev
Seznam islandskih igralcev in filmskih režiserjev.

## A
- Bergljót Arnalds
- Sólveig Arnarsdóttir

## B
- Þorsteinn Bachmann
- Edda Björgvinsdóttir
- Björk
- Anna Bjorn
- Selma Björnsdóttir
- Sigrún Edda Björnsdóttir
- Hafþór Júlíus Björnsson
- Stony Blyden
- Anita Briem

## E
- María Ellingsen
- Ágústa Eva Erlendsdóttir
- Benedikt Erlingsson (tudi režiser)

## F
- Nína Dögg Filippusdóttir

## G
- Gísli Örn Garðarsson
- Halldóra Geirharðsdóttir
- Jón Gnarr
- Eyþór Guðjónsson
- Hilmir Snær Guðnason
- Tinna Gunnlaugsdóttir

## H
- Grímur Hákonarson (režiser)
- Björn Hlynur Haraldsson
- Hera Hilmar
- Tinna Hrafnsdóttir (režiserka)
- Hafdís Huld

## I
- Darri Ingolfsson
- Þórhildur Ingunn

## J
- Arnar Jónsson
- Gunnar Jónsson
- Theodór Júlíusson

## K
- Dagur Kári (režiser)
- Kristbjörg Kjeld
- Baltasar Kormákur
- Ilmur Kristjánsdóttir

## L
- Tómas Lemarquis

## O
- Berglind Ólafsdóttir
- Ólafur Darri Ólafsson

## P
- Ninna Pálmadóttir (režiserka)
- Hlynur Pálmason (režiser)
- Óttarr Proppé

## R
- Jörundur Ragnarsson
- Heida Reed
- Peter Ronson

## S
- Magnús Scheving
- Jóhann Sigurðarson
- Ingvar Eggert Sigurðsson
- Sigurður Sigurjónsson
- Helgi Skúlason
- Stefán Karl Stefánsson

## T
- Þórhildur Þorleifsdóttir
- Steinunn Ólína Þorsteinsdóttir

## V
- Halla Vilhjálmsdóttir
- Margrét Vilhjálmsdóttir
- Unnur Birna Vilhjálmsdóttir